# Пардайян де Гондрен, Антуан Арно де
Антуан Арно де Пардайян, сеньор де Гондрен (фр. Antoine-Arnaud de Pardaillan, seigneur de Gondrin; 1562 — 28 мая 1624, Сен-Леже-ан-Ивелин (Иль-де-Франс), маркиз де Монтеспан и д'Антен — французский военачальник и государственный деятель, рыцарь орденов короля.

## Биография
Сын Эктора де Пардайяна, сеньора де Гондрен и де Монтеспан, и Жанны д'Антен.
Служил волонтером при осаде Ла-Фера в 1580 году. В 1584-м получил от короля роту из 50 человек, с которой в 1588 году под командованием своего отца участвовал в разгроме гугенотов при Монтобане. В 1589-м сражался при обороне пригорода Тура от войск Католической лиги.
После смерти Генриха III удалился в свои земли; после обращения Генриха IV в католицизм вернулся на службу. В 1595 году участвовал в осаде Дижона, битве при Фонтен-Франсез и вторжении во Франш-Конте. 10 августа был произведен в лагерные маршалы.
6 июня 1596 стал сенешалем и губернатором Аженуа и Кондомуа, в том же году участвовал в осаде Ла-Фера, а зимой командовал на границе Пикардии. В 1597 году воевал в этой провинции под командованием маршала Бирона, оказал помощь Монтрёю, отличился в сражении с маркизом де Варамбоном, испанским губернатором Артуа.
Присоединился к королю, осаждавшему Амьен, при штурме был ранен в голову во рву. В 1600 отправился с королём на войну с Савойей, участвовал во взятии нескольких крепостей; после отъезда Генриха командовал войсками до заключения мира в 1601 году.
27 марта 1605 назначен капитаном роты шотландцев королевской гвардии. В феврале 1611 оставил службу и вернулся в свои земли. В 1612 году Монтеспан, а в 1615-м Антен были возведены в ранг маркизатов.
Был наместником короля в сенешальствах Арманьяк, Бигорра, Гор, Буйе, Ломань, Небузан, Ор, Барусс, Нестан, Марсан, Нижняя Ривьера, Астарак, Пардиак, Базадуа, Альбре, Комменж, Кузеран и Верден, с полномочиями командующего в Гиени в отсутствие маршала де Роклора. 27 ноября 1615 в Бордо Людовик XIII назначил его генеральным наместником Гиени. Также был государственным советником.
31 декабря 1619 пожалован в рыцари ордена Святого Духа.
Во время первой гугенотской войны (1620—1622) в 1621 разбил в Гиени арьергард маркиза де Лафорса. 22 января 1622 получил общее губернаторство в Наварре и Беарне.

## Семья
1-я жена (26.03.1578): Мари дю Мен, дочь Жана де Скандийяка и Филиппы де Фюмель
Дети:
- Анна де Пардайян де Гондрен, дама де Скандийяк. Муж (3.01.1611): Анри II д'Альбре, граф де Марен
- Жанна де Пардайян де Гондрен. Муж: Анри-Гастон де Фуа, граф де Раба и де Массиак

2-я жена: Поль де Сен-Лари де Бельгард, дочь Жана де Сен-Лари, барона де Терма, и Анны де Вильмюр
Дети:
- Эктор, ум. во младенчестве
- Жан-Антуан-Арно де Пардайян де Гондрен (ум. 21.3.1687), маркиз де Монтеспан, называемый герцог де Бельгард. Жена: Анн-Мари де Сен-Лари, дочь Сезара-Огюста де Сен-Лари, барона де Терма, и Катрин Шабо де Мирбо
- Роже Эктор де Пардайян де Гондрен (ум. 1651), маркиз д'Антен. Жена (11.06.1635): Мари-Кристин Замет (ум. 1674), дочь Жана Замета[фр.], барона де Мюра, и Жанны де Гот
- Сезар-Огюст де Пардайян де Гондрен (ок. 1620 — после 1.10.1675). Жена (6.08.1638): Франсуаз дю Фор де Пибрак, дочь Анри дю Фор де Пибрака, сеньора де Тарабеля, и Мари де Жессе, основатель линии маркизов де Терм
- Анри, ум. во младенчестве
- Жан-Луи де Пардайян (ум. 1672), маркиз де Савиньяк, основатель линии графов де Сер
- Луи-Анри де Пардайян де Гондрен (1620—1674), архиепископ Санса
- Анн де Пардайян де Гондрен, рыцарь Мальтийского ордена, ум. юным
- Антуан, ум. юным
- Мари-Клер де Пардайян де Гондрен. Муж (26.10.1645): Пьер Бушар д'Эспарбес де Люссан, маркиз д'Обтер, сын Франсуа д’Эспарбеса де Люссана, маркиза д'Обтер, маршала Франции
- Луиза Октавия де Пардайян де Гондрен (ум. 1690), баронесса де Рокфор. Замужем не была
- Анн-Коризанта де Пардайян де Гондрен (ум. 1687), аббатиса Нотр-Дам-де-Пре, близ Труа
- Анжелика де Пардайян де Гондрен, монахиня